# Monocerotesa maculilinea
Monocerotesa maculilinea là một loài bướm đêm trong họ Geometridae.